# Orchha
Orchha auch Orachha (Hindi: ओरछा, Orachā) ist ein Ort mit ca. 12.500 Einwohnern im Distrikt Tikamgarh des indischen Bundesstaates Madhya Pradesh. Orchha war von 1531 bis 1950 Hauptstadt des gleichnamigen Fürstenstaats. Touristisch ist die eher ruhige Kleinstadt besonders wegen ihrer Paläste und Tempel aus dem 16. und 17. Jahrhundert attraktiv.

## Lage
Orchha liegt am Fluss Betwa in der Region Bundelkhand in einer Höhe von ca. 220 m ü. d. M.; die nächstgelegene Großstadt ist das ca. 17 km (Fahrtstrecke) entfernte Jhansi im Bundesstaat Uttar Pradesh. Das Klima in Orchha ist meist warm bis heiß; Regen fällt nahezu ausschließlich in den Monsunmonaten Juni bis September.

## Bevölkerung
Offizielle Bevölkerungsstatistiken werden erst seit 1991 geführt und veröffentlicht.
| Jahr      | 1991  | 2001  | 2011   |
| Einwohner | 5.786 | 8.501 | 11.511 |

Die mehrheitlich Hindi und Bundeli sprechende Bevölkerung besteht zu knapp 97,5 % aus Hindus und zu ca. 2 % aus Moslems; Jains, Sikhs, Buddhisten und Christen bilden zahlenmäßig kleine Minderheiten. Wie bei Volkszählungen im Norden Indiens üblich, liegt der männliche Bevölkerungsanteil ca. 10 % über dem weiblichen.

## Wirtschaft
Die Umgebung von Orchha wird hauptsächlich landwirtschaftlich genutzt. Die Stadt selbst bietet Ansiedlungsmöglichkeiten für Handwerk, Handel und Dienstleistungen aller Art.

## Geschichte
Der Platz war wohl schon im Mittelalter besiedelt, doch fehlen bislang archäologisch verwertbare Funde. Die Stadt entstand im frühen 16. Jahrhundert im Umfeld einer vom Rajputenfürsten Rudra Pratap Singh gegründeten Palastfestung. Diese wurde Ende des 16. und im frühen 17. Jahrhundert erweitert. Die Hindu-Fürsten (rajas) von Orchha pflegten zumeist gute Beziehungen zum Mogulreich, was sich auch im Stil der Gebäude widerspiegelt. Von 1812 bis 1947 war Orchha britisches Protektorat; Raja Hamir Singh (reg. 1848–1874) wurde 1865 zum Maharaja erhoben.

## Sehenswürdigkeiten

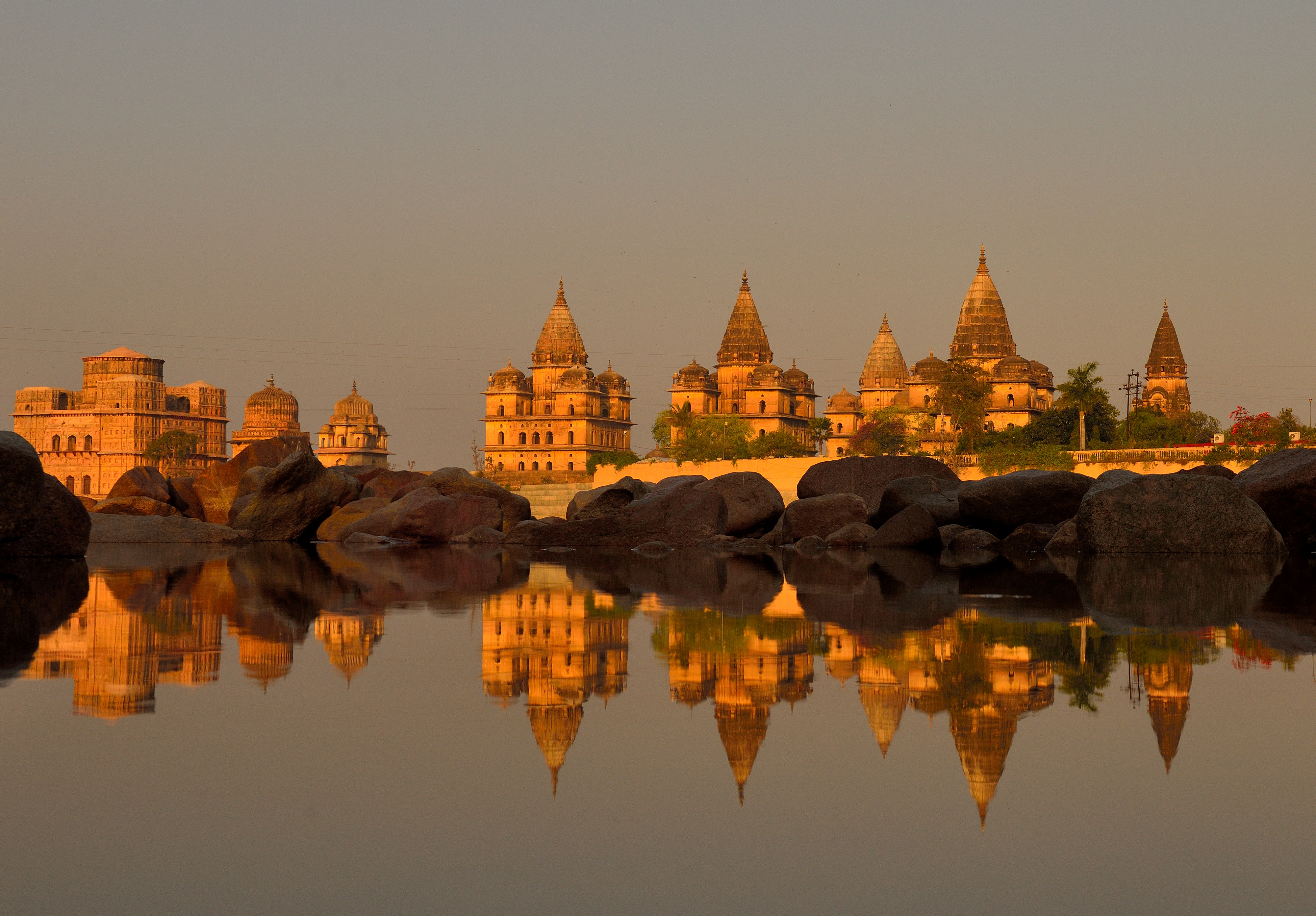
Memorialbauten (chhatris) der Fürsten von Orchha

- Bedeutendstes Bauwerk ist der vielräumige, in der ersten Hälfte des 16. Jahrhunderts erbaute Fürstenpalast (Raja Mahal). Teile der Wände und Decken der Repräsentationsräume sind mit Malereien bedeckt, die zumeist Kriegs- und Jagdszenen sowie religiöse Themen zeigen.
- Im 17. Jahrhundert wurde der Palast anlässlich eines Besuchs des Mogulherrschers Jahangir um einen repräsentativen Anbau (Jahangiri Mahal) erweitert.
- Der Chaturbuj-Tempel ist Rama (7. Inkarnation Vishnus) geweiht, der in architektonischer Hinsicht ungewöhnliche Hindu-Tempel entstand in der zweiten Hälfte des 16. Jahrhunderts anstelle eines Vorgängerbaus.
- Der palastähnliche Raja Ram Mandir ist der Hindugottheit Rama geweiht und entstand ebenfalls im ausgehenden 16. Jahrhundert.
- Beinahe idyllisch am felsigen Flussufer der Betwa liegen die weitgehend gleich gestalteten Memorialbauten (chhatris) über den Verbrennungsplätzen der Rajas von Orchha.

## Galerie

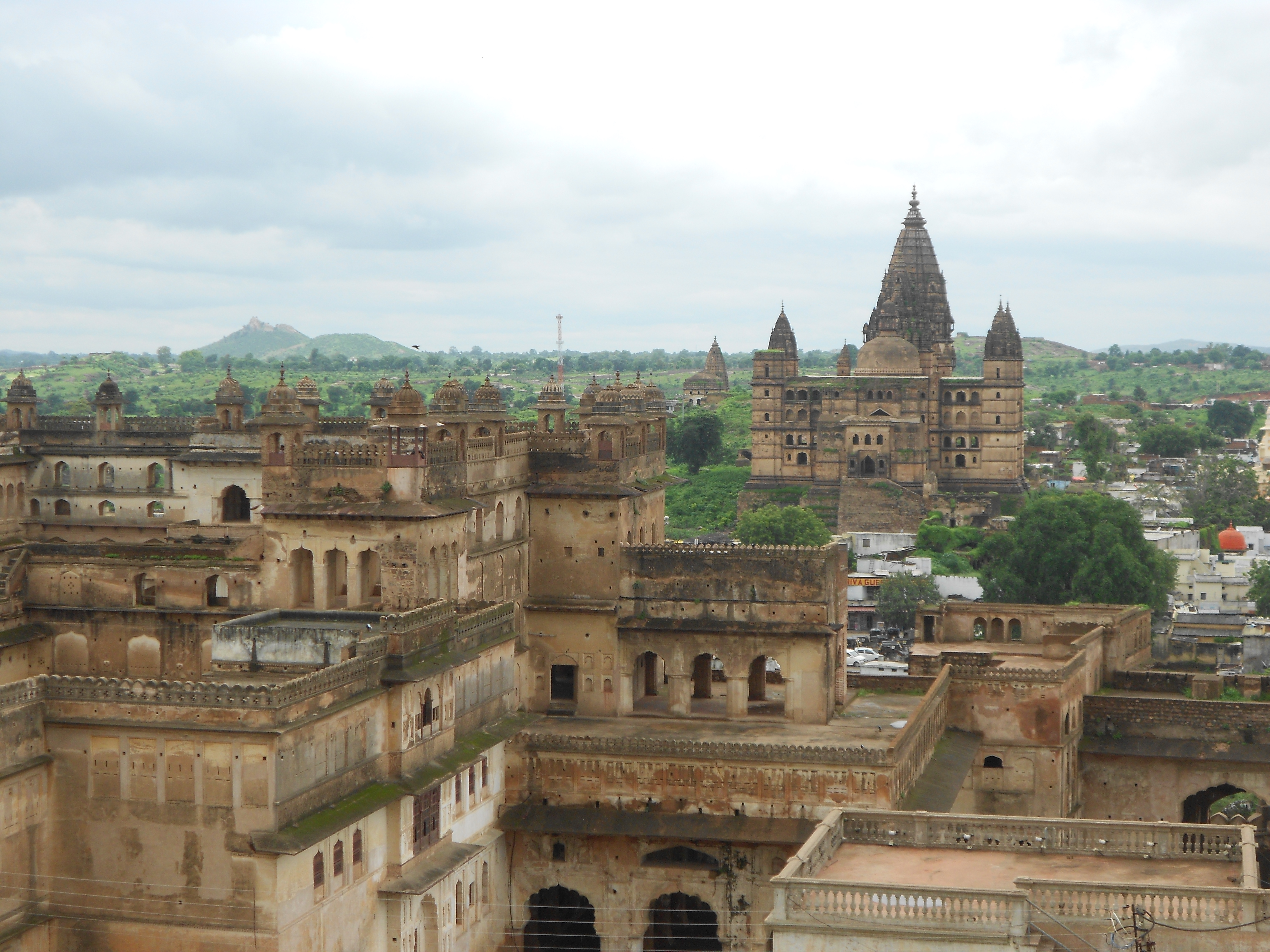
Raja Mahal und Chaturbhuj-Tempel
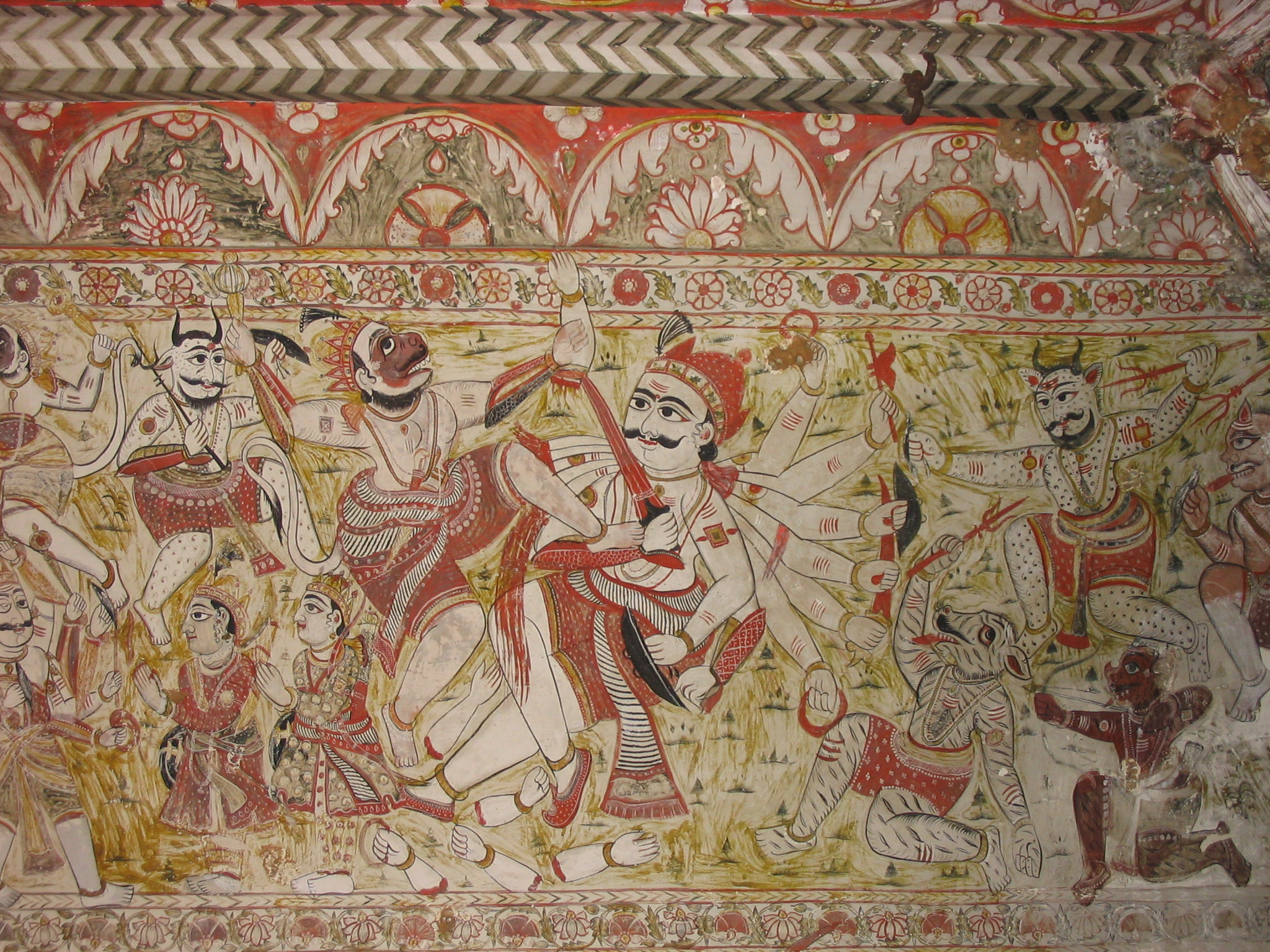
Wandmalerei im Raja Mahal
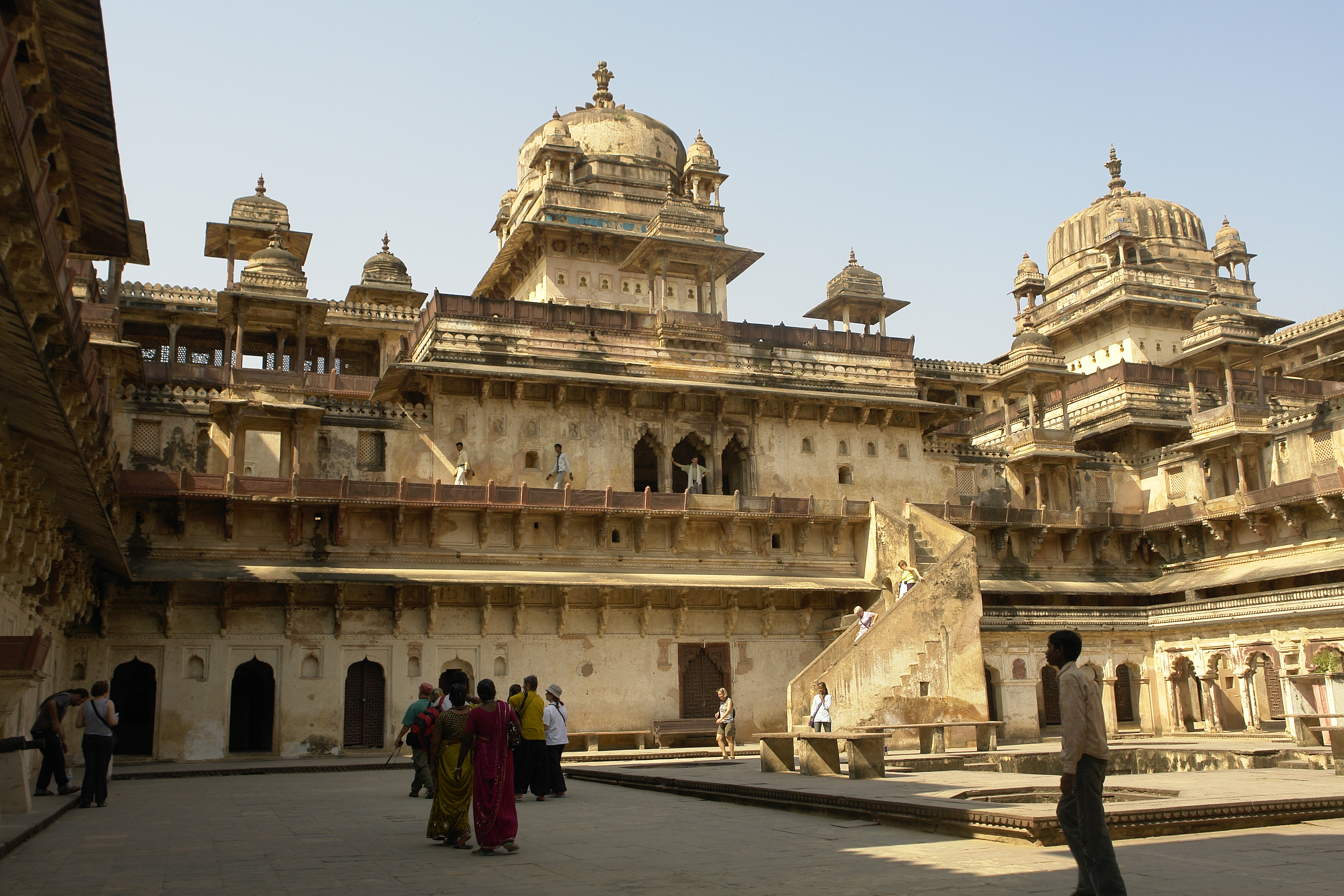
Jahangir Mahal
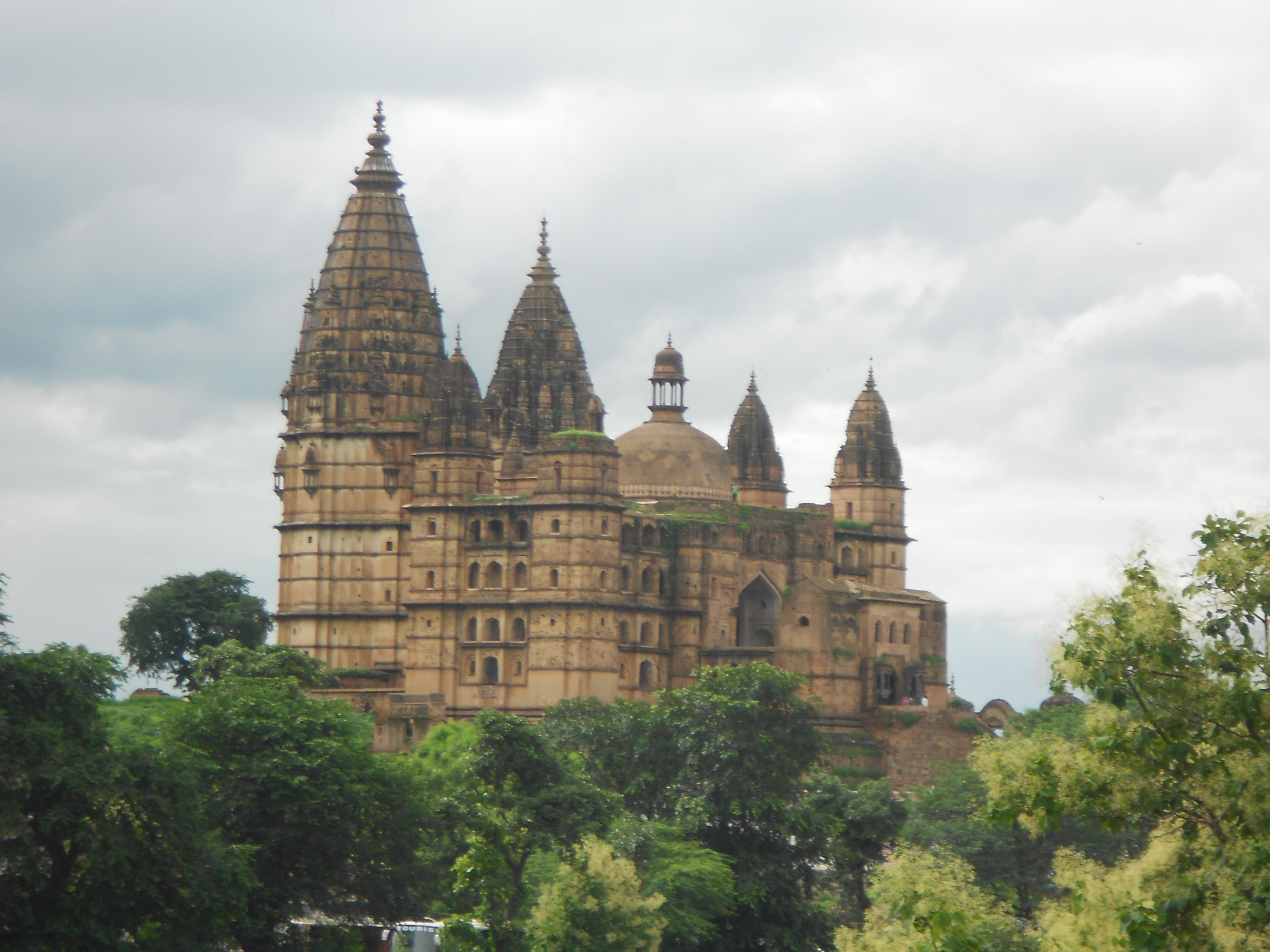
Chaturbhuj-Tempel
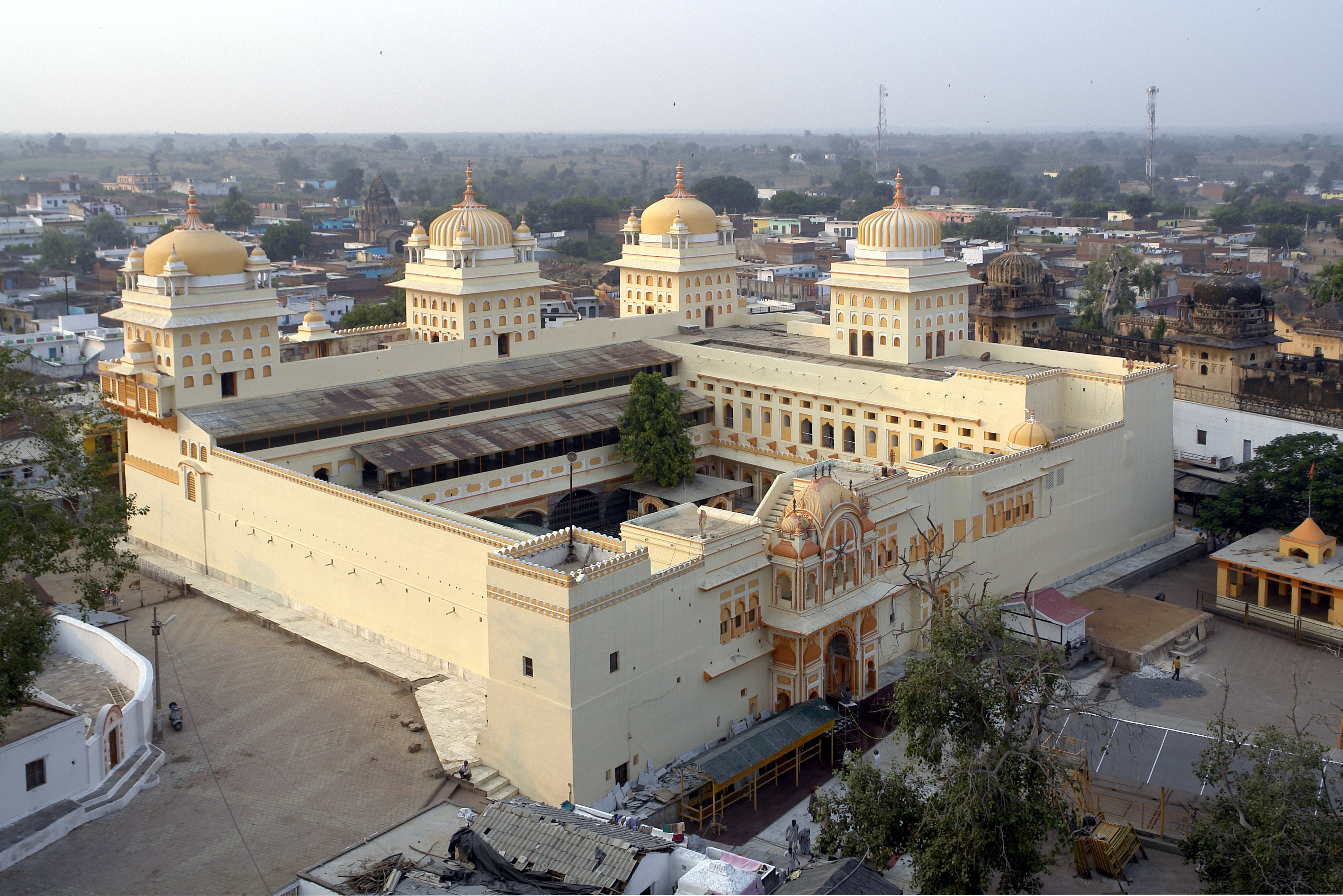
Raja-Ram-Mandir
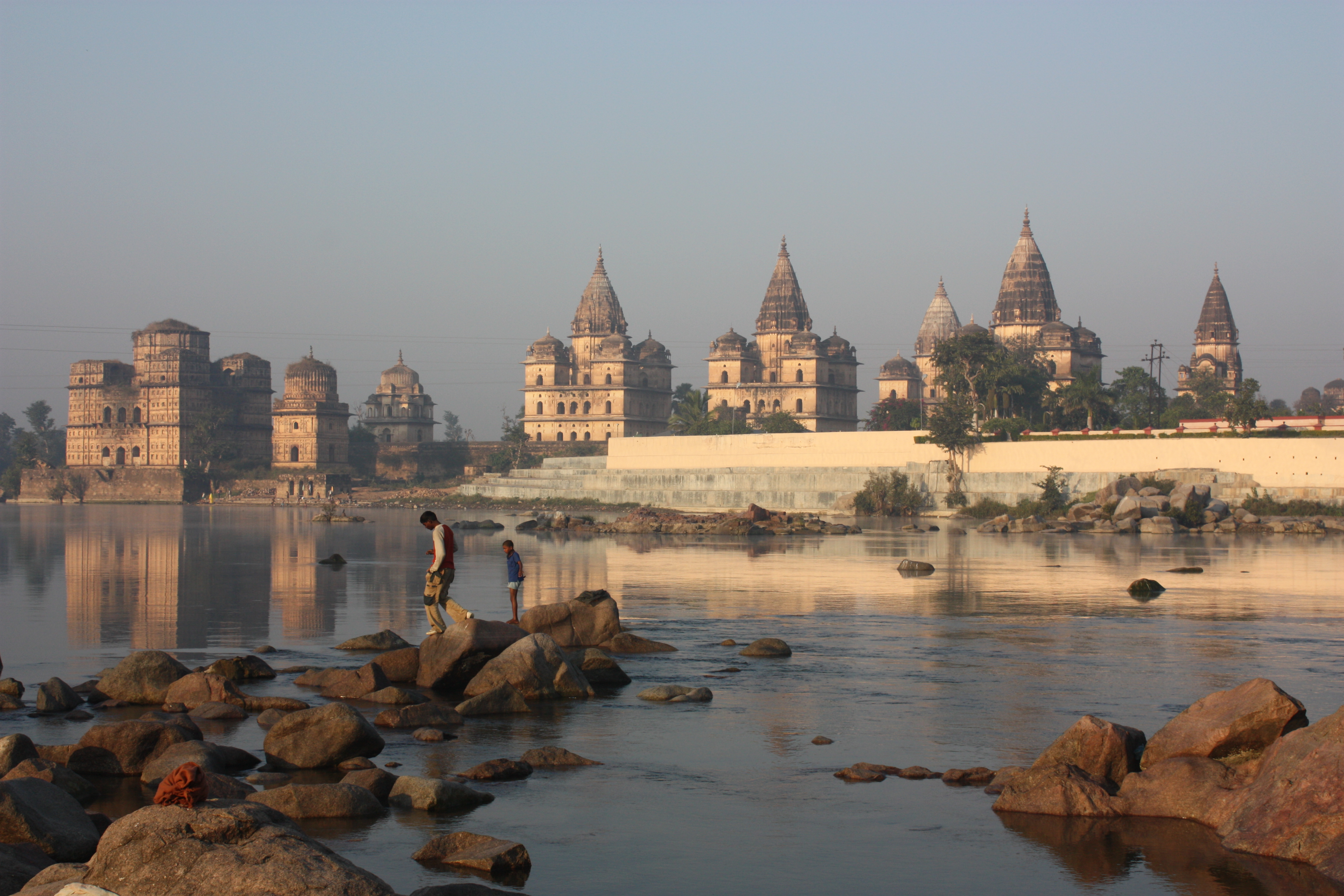
Chhatris am Fluss Betwa